# O Ewigkeit, du Donnerwort
O Ewigkeit, du Donnerwort (BWV 60) is een religieuze cantate van Johann Sebastian Bach.

## Programma
Deze cantate is geschreven voor de 24e zondag na Trinitatis en weerklonk voor het eerst op 7 november 1723 in Leipzig.
Bijbellezingen:
- Kolossenzen 1, 9-14: "Opdat gij zult wandelen, waardig de Heer ... doordat ge in alles door goed werk vrucht draagt en groeit"
- Matteüs 9, 18-26: "Mijn dochter is daarnet gestorven, maar kom, leg uw hand op haar en zij zal leven"

Deze cantate behoort tot de eerste cantatejaargang.

## Tekst
De tekst van de eerste aria is van Johann Rist, de melodie van Johann Schop. De tekst van het vijfde koraal is geschreven door Franz Joachim Burmeister, melodie van Johann Rudolf Ahle. Wie de teksten van de recitatieven en aria no. 3 geschreven heeft, is niet bekend.
1. Aria met koraal (alt, tenor): "O Ewigkeit, du Donnerwort"
2. Recitatief (alt, tenor): "O schwerer Gang zum letzten Kampf und Streite!"
3. Aria (duet voor alt en tenor): "Mein letztes Lager will mich schrecken"
4. Recitatief (alt) en arioso (bas): "Der Tod bleibt doch der menschlichen Natur verhasst"
5. Koraal (koor): "Es ist genug; Herr, wenn es dir gefällt, so spanne mich doch aus!"

## Muzikale bezetting
De zang wordt uitgevoerd door drie solisten (alt, tenor en bas) en koor. Het orkest bestaat uit hoorn, hobo d'amore, viool, altviool en basso continuo.

## Toelichting
De tekst van de cantate is slechts nauw gerelateerd met de Bijbellezingen van de 24e zondag na Trinitatis.
 
Deze cantate benadrukt dat de mens leeft in een bijna ondraaglijk spanningsveld tussen angst en hoop. Het opwekkingsverhaal uit de Bijbel inspireerde Bach tot een nieuw verhaal gegoten in een beeldende muzikale taal. Daarin zijn de personages de angst (alt), de hoop (tenor) en "eine Stimme vom Himmel" (de bas), die helemaal op het laatste opduikt. De angst en de hoop gaan als het ware een tweestrijd aan. Aan het begin van de cantate is deze tweestrijd direct te horen: op een zwaar en dreigend klinkende bas (Donnerwort) gespeeld door de bassocontinuo en de strijkers waarboven de hobo d'amore een contrastrijke melodie speelt. Dit contrast gaat gedurende de hele aria door. Ook tekstueel komt deze tweespalt aan bod: de alt zingt vol angst over de  eeuwigheid (Ich weiß vor großer Traurigkeit nicht, wo ich mich hinwende), terwijl de tenor vol hoop uitkijkt naar de eeuwigheid (Herr, ich warte auf dein Heil). Het contrast tussen angst en hoop gaat door in het recitatief, waarin de alt zingt over de zware gang naar de eeuwigheid vol pijn en doodsangst terwijl de tenor uitziet naar zijn Heiland die hem opwacht. Ook in de volgende aria vindt een duet plaats tussen de angst en de hoop. In tegenstelling tot de eerste aria is er muzikaal al een eenheid en komt het contrast alleen nog in de tekst naar voren. De volgende aria is een duet tussen de nog steeds angstige alt en de bas, door Bach gebruikt om het woord van Jezus weer te geven. Wanneer Jezus de alt vertelt dat de doden zalig zijn (Selig sind die Toten), neemt de angst van de alt af. Opvallend is dat het woord van Jezus driemaal terugkomt en steeds uitgebreid wordt (Selig sind die Toten / Selig sind die Toten, die in dem Herren sterben/ Selig sind die Toten, die in dem Herren sterben, von nun an). Aan het eind van het recitiatief heeft de alt zich niet alleen neergelegd bij de eeuwigheid, maar kan ze zelfs weer vol hoop vooruitkijken op wat haar te wachten staat. De cantate eindigt met het koraal Es ist genug, Herr. Bij de tekst "Ich fahre sicher hin mit Frieden" weerklinkt een vredige harmonie.

## Overig
De Oostenrijkse componist Alban Berg wendde later het slotkoraal aan als afsluitend deel van zijn vioolconcert.